# Canton de Saint-Juéry
Le canton de Saint-Juéry est une circonscription électorale française du département du Tarn.

## Histoire
Un nouveau découpage territorial du Tarn entre en vigueur à l'occasion des premières élections départementales suivant le décret du 17 février 2014. Les conseillers départementaux sont, à compter de ces élections, élus au scrutin majoritaire binominal mixte. Les électeurs de chaque canton élisent au Conseil départemental, nouvelle appellation du Conseil général, deux membres de sexe différent, qui se présentent en binôme de candidats. Les conseillers départementaux sont élus pour 6 ans au scrutin binominal majoritaire à deux tours, l'accès au second tour nécessitant 12,5 % des inscrits au 1er tour. En outre la totalité des conseillers départementaux est renouvelée. Ce nouveau mode de scrutin nécessite un redécoupage des cantons dont le nombre est divisé par deux avec arrondi à l'unité impaire supérieure si ce nombre n'est pas entier impair, assorti de conditions de seuils minimaux. Dans le Tarn, le nombre de cantons passe ainsi de 46 à 23.
Le canton de Saint-Juéry est formé de communes des anciens cantons d'Albi-Nord-Est (1 commune), de Villefranche-d'Albigeois (3 communes), de Réalmont (2 communes) et d'Albi-Est (1 commune). Il est entièrement inclus dans l'arrondissement d'Albi. Le bureau centralisateur est situé à Saint-Juéry.

## Représentation
| Période élective | Période élective | Mandat | Mandat   | Identité             | Nuance | Nuance | Qualité |
| ---------------- | ---------------- | ------ | -------- | -------------------- | ------ | ------ | --- |
| 2015             | 2021             | 2015   | 2021     | Marie-Claire Malroux |        | DVG    | Maire de Fréjairolles (2014-2020) 13ème Vice-Présidente du Conseil départemental                                                                 |
| 2015             | 2021             | 2015   | 2021     | Jean-Paul Raynaud    |        | PS     | Technicien de laboratoire retraité, maire de Saint-Juéry (2014-2020) Ancien conseiller général du Canton de Villefranche-d'Albigeois (2008-2015) |
| 2021             | 2028             | 2021   | en cours | David Donnez         |        | DVG    | Sapeur-pompier professionnel, maire de Saint-Juéry                                                                                               |
| 2021             | 2028             | 2021   | en cours | Marie-Claire Malroux |        | DVG    | Conseillère sortante |

### Résultats détaillés

#### Élections de mars 2015
À l'issue du 1er tour des élections départementales de 2015, deux binômes sont en ballotage : Marie-Claire Malroux et Jean-Paul Raynaud (DVG, 37,43 %) et Sheila Amour et Xavier de Beaunay (FN, 26,75 %). Le taux de participation est de 60,09 % (7 033 votants sur 11 705 inscrits) contre 58,71 % au niveau départemental et 50,17 % au niveau national.
Au second tour, Marie-Claire Malroux et Jean-Paul Raynaud (DVG) sont élus avec 64,09 % des suffrages exprimés et un taux de participation de 61,28 % (4 069 voix pour 7 172 votants et 11 704 inscrits).

#### Élections de juin 2021
Le premier tour des élections départementales de 2021 est marqué par un très faible taux de participation (33,26 % au niveau national). Dans le canton de Saint-Juéry, ce taux de participation est de 41,99 % (4 883 votants sur 11 630 inscrits) contre 39,08 % au niveau départemental. À l'issue de ce premier tour,  le binôme constitué de David Donnez et Marie-Claire Malroux (DVG , 64,89 %), est élu avec 64,89 % des suffrages exprimés.

## Composition
Lors du redécoupage de 2014, le canton de Saint-Juéry comprenait sept communes entières.
À la suite de la création de la commune nouvelle de Puygouzon au 1er janvier 2017, ainsi qu'au décret du 5 mars 2020, la rattachant entièrement au canton d'Albi-2, le canton comprend désormais six communes entières.
| Nom                                 | Code Insee | Intercommunalité  | Superficie (km2) | Population (dernière pop. légale) | Densité (hab./km2) | Modifier                                    |
| ----------------------------------- | ---------- | ----------------- | ---------------- | --------------------------------- | ------------------ | ------------------------------------------- |
| Saint-Juéry (bureau centralisateur) | 81257      | CA de l'Albigeois | 9,21             | 6 575 (2022)                      | 714                | modifier les données · modifier les données |
| Arthès                              | 81018      | CA de l'Albigeois | 10,01            | 2 528 (2022)                      | 253                | modifier les données · modifier les données |
| Cambon                              | 81052      | CA de l'Albigeois | 7,71             | 2 128 (2022)                      | 276                | modifier les données · modifier les données |
| Cunac                               | 81074      | CA de l'Albigeois | 6,38             | 1 622 (2022)                      | 254                | modifier les données · modifier les données |
| Dénat                               | 81079      | CA de l'Albigeois | 15,01            | 845 (2022)                        | 56                 | modifier les données · modifier les données |
| Fréjairolles                        | 81097      | CA de l'Albigeois | 17,41            | 1 313 (2022)                      | 75                 | modifier les données · modifier les données |
| Canton de Saint-Juéry               | 8122       |                   | 65,73            | 15 011 (2022)                     | 228                | modifier les données                        |

## Démographie
En 2022, le canton comptait 15 011 habitants, en évolution de −3,32 % par rapport à 2016 (Tarn : +2,52 %, France hors Mayotte : +2,11 %).
| 2013   | 2018   | 2022   |
| ------ | ------ | ------ |
| 15 308 | 15 486 | 15 011 |